# بطولة الوطن والأسنان الدولية
بطولة الوطن والأسنان الدولية هي بطولة الإسكواش للرجال تقام في جنوب السرة الكويت.
هذا الحدث هو جزء من جولة الاتحاد الدولي لمحترفي الاسكواش العالمية. تأسست في عام 2013.

## النتائج السابقة
| السنة | البطل       | المتسابق الثاني في السباق | النتيجة في النهائي |
| ----- | ----------- | ------------------------- | ------------------ |
| 2013  | سيمون روزنر | بورخا جولان ‏              | 11-4، 11-5، 12-10  |

## روابط خارجية
- - لاتحاد الدولي لمحترفي الاسكواش الوطن و أسنان الدولية 2013